# Mar Benegas
Mar Benegas (Valencia, 11 de julio de 1975). Premio Cervantes Chico 2022 .Escritora y poeta. Especialista en Literatura Infantil y Juvenil y Poesía Infantil. Además de un gran catálogo de obras publicadas, tiene un largo recorrido como formadora, tanto para público infantil como adulto. Ha participado con artículos en revistas especializadas. Fue directora de un sello editorial de libros infantiles. Fundadora de El Sitio de las Palabras  Y, en la actualidad, es directora de JALEO, Jornadas de Animación a la Lectura, Escritura y Observación, jornadas internacionales de animación a la lectura que se llevan a cabo en Valencia y Madrid, y en su versión virtual. 

## Biografía
Nacida en Valencia en 1975. Es poeta y escritora de libros infantiles y de adultos. Formadora y conferenciante especializada en poesía, animación a la lectura y creatividad. Su trabajo relacionado con la lectura, escritura, creatividad y poesía, se dirige a personas adultas y a público infantil. Realiza cursos y conferencias en España y en otros países. Ha trabajado en escuelas, centros de profesorado e innovación pedagógica, colegios oficiales y asociaciones profesionales de bibliotecarios, universidades, fundaciones y otras instituciones. Colaboradora de diferentes iniciativas y espacios de creación cultural vinculados a la lectura y la poesía, durante 6 años coordinó las visitas escolares de la Biblioteca Provincial de Valencia. Actualmente es directora de las Jornadas de Animación a la Lectura, Escritura y Observación (JALEO) que se llevan a cabo en colaboración con otras instituciones. Creó, en 2013, El sitio de las palabras, junto a Jesús Ge, desde donde ofrecen formación virtual y presencial. Y colaboran estrechamente con diferentes instituciones para poner en marcha proyectos de animación a la lectura, como el Plan CLIC (plan piloto de clubes de lectura infantiles para las bibliotecas de la Comunidad Valenciana), o el boletín de recomendaciones literarias L'Oroneta. En colaboración con instituciones iberoamericanas la formación JALEO EN RED con más de 2000 personas inscritas. JALEA-MADRID, las jornadas JALEO con sede en Madrid o, en colaboración con la Dirección del Libro y Bibliotecas de la Comunidad de Madrid, desde 2024, la puesta en marcha el proyecto de Clubes de Lectura en entornos rurales y/o vulnerables. En 2024 funda, con Jesús Ge y Belén López, la editorial Palabratorio. 
Sus libros han sido publicados (y traducidos) en China, EE. UU., Brasil, Rusia, Corea, Italia o Francia. 

### Literatura infantil
- Con las botas de la A - poemas para caminar (A buen paso, 2025)
- Cuando fuimos tortugas (Nube de tinta, castellano, 2025)
- Un armario estrafalario (Combel, castellano y catalán, 2025)
- Los detectives Zoopencos 6. Suerte de Dragón (Planeta, castellano y catalán, 2025)
- Cumpleaños en la selva (Editorial Penguin, 2025)
- Los detectives Zoopencos 5. La Pirata Malapata (Planeta, castellano y catalán, 2025)
- ¡A palabrar! (Editorial Palabratorio, juego de mesa literario, 2024)
- ¡Menudo agujero! (Combel, libro juego, cast. cat., 2024)
- Animales Bestiales (Combel. Libro de texturas castellano y catalán, 2024)
- Los detectives Zoopencos 4. Magia de unicornio. (Planeta, castellano y catalán, 2024)
- Para decir un bosque (Yekibud, 2024, castellano-catalán)
- Los detectives Zoopencos 1 y 2: El monstruo del lago Nesi, El huevo de oro robado. (Planeta, castellano y catalán, 2024)
- Cuando caen las hojas / Cuando llega el frío . Cuando se abren las flores / Cuando pica el sol (Colección "Las estaciones" Combel, castellano y catalán, 2023-2024)
- Animaletras - misterio en la avioneta (Anaya, 2023)
- Dice el sol dice la luna (Claraboya ediciones, castellano, 2023)
- Historias a buen paso (A buen paso editorial, castellano y catalán, 2023)
- Colección Casas (Pajarito, Rana, Caracol, Combel, castellano y catalán, 2023)
- Mi gran familia (Rubio, 2023)
- Cuentos como nunca los hemos contado (Grijalbo, 2023)
- Ruidos y ruiditos (Bookolia, 2023, premio al Mejor libro de Poesía 2023)
- Monstruos de cocina (Combel, castellano y catalán, 2023)
- Contar del humo al vente (Pastel de luna, 2023)
- 365 Adivinanzas una para cada día (Penguin, 2023)
- El sueño más antiguo (Bululú, castellano, catalán y gallego, 2022)
- Colección Mamás (Mamá Pata, Mamá Osa, Mamá Rana, Combel, castellano y catalán, 2022)
- Mi primer abecedario, el carnaval de las letras (Penguin, 2022)
- Hola, mi luna (A buen paso, 2022. Editado en castellano y catalán)
- La rana Mariana busca toda la semana (Combel, 2021, editado en castellano y catalán)
- Tengo un hambre de dragón (Combel, 2021, editado en castellano y catalán)
- Mi tigre y yo (A buen paso, 2021, editado en castellano y catalán)
- Una pequeña semilla (Akiara Books, 2020, editado en castellano, catalán y portugués)
- Mordiscos y bocados (Combel, 2020, editado en castellano y catalán)
- La fiesta de la Araña y las vocales animales (Anaya, 2020)
- Corazón de pájaro (Akiara Books, 2020, editado en castellano, catalán y portugués, mención especial premio Bolonia 2020)
- Oso y Ratón (y el mar que no existía) (Anaya, 2020)
- ¿Qué estará haciendo? (Combel, 2020, editado en castellano y catalán)
- La cigarra y su guitarra en la charca musical (Tres Tristes Tigres, 2019. Con adaptación teatral)
- Hola, mañana (A buen paso, 2019. Editado en castellano y catalán)
- Si no comí nada (Combel, 2019. Editado en castellano y catalán)
- 9 lunas (poemas para esperarte) (Litera, 2019)
- El robo de la mandolina (de la a a la z) (Savanna Books, 2018, editado en castellano y catalán)
- El paseo del mar (Savanna Books, 2018, editado en castellano y catalán)
- ¿Nicolasa, y tu casa? (Combel, 2018-2019, editado en castellano y catalán)
- Habla la palabra (Milenio editorial, 2018, editado en castellano y catalán)
- Blanco como la nieve (A Buen Paso Editorial, 2018, editado en castellano y catalán)
- Colección Cocolor, El libro rojo y El libro azul (Editorial Litera, 2017)
- ¿Quién hay dentro? (Editorial Combel, 2017, editado en castellano y catalán)
- Las niñas o cómo suceden las cosas (Editorial Litera, 2017)
- Versos como una casa (Editorial A Buen Paso, 2017)
- Cómo el buen Don Nicanor no fue rey ni emperador (Tres tigres tristes, 2016. Con adaptación teatral)
- A juego lento taller de poesía (Editorial Litera Libros, 2016)
- ¿Qué soñarán las camas? (Editorial Libre Albedrío, 2016)
- Cómo dormir a un león y otras crónicas verídicas (Editorial Pagès Editors, 2016, editado en castellano y catalán)
- Cómo abrió Don Nicanor el gran circo volador (Tres tigres tristes, 2015. Con adaptación teatral)
- Con el ojo de la i (Editorial A buen paso, 2015,2019)
- Colección La Cereza (libros musicales para bebés, editorial Combel,editado en castellano y catalán)
- La caja de las palabras (Editorial Lóguez, 2014)
- Cómetelo todo (Editorial Takatuka, 2014, editado en castellano y catalán)
- A lo bestia (Editorial Litera Libros, 2014, editado en castellano y catalán)
- Milio y las 4 estaciones (Imaginarium, 2014)
- 44 poemas para leer con niños (Editorial Litera Libros, 2013)
- Abecedario del cuerpo imaginado (Editorial A buen paso, premio Mejor Libro Juvenil 2014))
- No es fácil vivir con un tigre (Editorial Unaria Ediciones, 2013)

### Ensayos
- Creatividad sin pantallas (Grijalbo, 2025)

### Poesía adultos
- Dije luz (Huerga y Fierro Editores, 2019)
- Anáforas del derrumbe (Ejemplar Único,2014)
- La ciudad o la palabra pájaro (Huerga y Fierro Editores, 2013)
- El abrazo (Ediciones 4 de agosto de 2011)
- Niña pluma Niña nadie (Amargord Ediciones, 2010)

### Antologías
- Dos océanos una orilla (Publicaciones UCM, 2015)
- Cuentos para dar y tomas (Editorial Unaria Ediciones, 2014)
- Strigoi (Ediciones 4 de agosto de 2012)
- Hijas del pájaro de fuego (Ediciones Fin de viaje, 2012)

### Adaptaciones
La escuela de Monstruos

## Premios
- Premio "Los 20 mejores del 2023" de la Fundación Cuatrogatos (Miami USA), por "Dice el sol Dice la luna"
- Premio Nacional al mejor libro infantil editado en Chile, con "Dice el sol dice la luna", Cámara del Libro de Chile, Claraboya ediciones. 2023.
- Mejor Libro de poesía 2023, Banco del Libro de Venezuela con "Ruidos y Ruiditos"XLIII Edición "Los mejores libros para niños y jóvenes 2023"
- XXVI Premio CERVANTES CHICO 2022 de Alcalá de Henares
- Mención especial categoría Poesía en el Bolonia Premio Ragazzi de la Bologna Childrens Book Fairs, 2021, con CORAZÓN DE PÁJARO.
- Premi Serra D'Or de la Crítica 2018, millor llibre infantil "I aquí dins qui hi ha?"[1]
- Mejor Libro Juvenil 2014, Banco del Libro de Venezuela con "Abecedario del cuerpo imaginado".[2]
- Los 20 mejores libros infantiles de 2016, Fundación Cuatrogatos por "Con el ojo de la i"[3]
- Los 20 mejores libros infantiles de 2017, Fundación Cuatrogatos por "Versos como una casa"[4]

## Artículos y entrevistas sobre la autora
- Entrevista en EL PAÍS CHILE, por María José Ferrada [5]
- Entrevista en EL PAÍS ESPAÑA, por Rocío Campos [6]
- Cómo enseñar poesía a los niños. Revista Woman[7]
- El punto de vista de Mar Benegas. Tekman Books[8]
- La poesía no muerde, manténgase al alcance de los niños. El asombrario[9]
- El momento de la poesía para niños. El País[10]
- Pequeño y frágil ecosistema: poesía actual. Linternas y bosques:[11]
- Entrevista en AEDA:[12]